# Minas Morgul
Minas Morgul er i Ringenes Herre-universet en fæstningsby placeret i Ithilien. Den blev bygget som en Númenoriansk fæstning ved Mordor, men på et tidspunkt i Solens Tredje Alder blev den indtaget af Sauron, og ændrede navn fra Minas Ithil (Sindarin: 'Månens Tårn') til Minas Morgul (Sindarin: 'Den sorte trolddoms tårn'). Den blev under det nye navn hjemsted for Nazgûl, Minas Morgul var således en base for Saurons styrker under Ringkrigen, som Minas Ithil havde været det for Gondor grundet dens strategiske beliggenhed mellem Skyggebjergene og Osgiliath. Palantiren, som Sauron havde hos sig selv i Det Sorte Tårn, var blevet flyttet fra Minas Ithil, da byen blev indtaget af ringånderne Nazgûl.